# スバ
スバ（スヴァ、フィジー語: Suva、ヒンディー語: सुवा）は、フィジー共和国の首都。中央地域レワ州のビティレブ島南東沿岸に位置する。フィジー最大の都市である。

## 概要
フィジーの政治、経済、文化の中心であり、その影響力は南太平洋諸国全体に及んでいる。スバの都心は14階建てのフィジー準備銀行ビルなどの高層ビルが建ち並ぶビジネス街となっている。また良港に恵まれた港湾都市であり、国内各地への船便が発着している。

## 歴史
初期のヨーロッパ人入植地だったオバラウ島・レブカの地勢的な制約が明らかとなり移転が計画された。1877年、ビティレブ島南東のスバに新しい町を建設することが決定した。1882年、ヨーロッパ人居留地の統治機構はレブカからスバへと移された。

## 人口
2017年の国勢調査において、スバ市の人口は9万3970人であった。スバは隣接するナシヌー、ナウソリ及びラミとともに、フィジー最大の都市圏を形成している。この都市複合体はスバ-ナウソリ回廊地帯としても知られる（ラミは含まず）。

## 政治
スバはフィジーの政治及び行政首都である。南太平洋最大かつ最も国際的な都市であり、域内の重要な中心地となった。太平洋地域からの学生及び成長中の海外駐在者のコミュニティが、同市の人口のかなりの部分を形成している。地方政府の法令の権限の下、スバは市議会により行政上統治されている。

## 交通

### 航空
ナウソリ国際空港が至近であるが、国際線の多くは島の西側のナンディ国際空港に発着する。スバからナンディ国際空港までは、所要時間3時間程度の長距離バスか、ナウソリ国際空港からの航空路（30分）が利用できる。

## 対外関係

### 姉妹都市･提携都市
姉妹都市
- 北海市（中華人民共和国 広西壮族自治区）
- ブライトン（オーストラリア連邦 タスマニア州）
- ポートモレスビー（パプアニューギニア独立国 首都区）
- ソウル（大韓民国 特別市）

提携都市
- 台北市（中華民国 直轄市）
- ラネラ（フィリピン共和国 中部ルソン地方 ヌエヴァ・エシハ州）

## 気候
| スバの気候                                                                     | スバの気候     | スバの気候     | スバの気候     | スバの気候     | スバの気候     | スバの気候    | スバの気候    | スバの気候    | スバの気候    | スバの気候    | スバの気候    | スバの気候    | スバの気候      |
| 月                                                                             | 1月            | 2月            | 3月            | 4月            | 5月            | 6月           | 7月           | 8月           | 9月           | 10月          | 11月          | 12月          | 年              |
| ------------------------------------------------------------------------------ | -------------- | -------------- | -------------- | -------------- | -------------- | ------------- | ------------- | ------------- | ------------- | ------------- | ------------- | ------------- | --------------- |
| 最高気温記録 °C （°F）                                                         | 35.0 (95)      | 36.0 (96.8)    | 37.0 (98.6)    | 34.0 (93.2)    | 34.0 (93.2)    | 32.0 (89.6)   | 32.0 (89.6)   | 32.0 (89.6)   | 32.0 (89.6)   | 34.0 (93.2)   | 34.0 (93.2)   | 36.0 (96.8)   | 37.0 (98.6)     |
| 平均最高気温 °C （°F）                                                         | 29.0 (84.2)    | 29.0 (84.2)    | 29.0 (84.2)    | 29.0 (84.2)    | 28.0 (82.4)    | 27.0 (80.6)   | 26.0 (78.8)   | 26.0 (78.8)   | 27.0 (80.6)   | 27.0 (80.6)   | 28.0 (82.4)   | 29.0 (84.2)   | 28.0 (82.4)     |
| 平均最低気温 °C （°F）                                                         | 23.0 (73.4)    | 23.0 (73.4)    | 23.0 (73.4)    | 23.0 (73.4)    | 22.0 (71.6)    | 21.0 (69.8)   | 20.0 (68)     | 20.0 (68)     | 21.0 (69.8)   | 21.0 (69.8)   | 22.0 (71.6)   | 23.0 (73.4)   | 22.0 (71.6)     |
| 最低気温記録 °C （°F）                                                         | 19.0 (66.2)    | 19.0 (66.2)    | 19.0 (66.2)    | 16.0 (60.8)    | 16.0 (60.8)    | 14.0 (57.2)   | 13.0 (55.4)   | 14.0 (57.2)   | 14.0 (57.2)   | 14.0 (57.2)   | 13.0 (55.4)   | 17.0 (62.6)   | 13.0 (55.4)     |
| 降水量 mm （inch）                                                             | 290.0 (11.417) | 272.0 (10.709) | 368.0 (14.488) | 310.0 (12.205) | 257.0 (10.118) | 170.0 (6.693) | 125.0 (4.921) | 211.0 (8.307) | 196.0 (7.717) | 211.0 (8.307) | 249.0 (9.803) | 318.0 (12.52) | 2,977 (117.205) |
| 出典：http://www.bbc.co.uk/weather/world/city_guides/results.shtml?tt=TT004930 |                |                |                |                |                |               |               |               |               |               |               |               |                 |

## 出身有名人
- シチベニ・シビバツ - ラグビー選手
- ソシセニ・トコキオ - ラグビー選手
- ワイサレ・セレヴィ - ラグビー選手
- ペトロ・シヴォニセヴァ(Petero Civoniceva) - ラグビー選手
- セミ・タブララ(Semi Tadulala) - ラグビー選手
- ジョシュア・コロイブル(Josua Koroibulu) - ラグビー選手
- マラカイ・ツイロマ(Malakai Tuiloa) - ラグビー選手